# Root beer

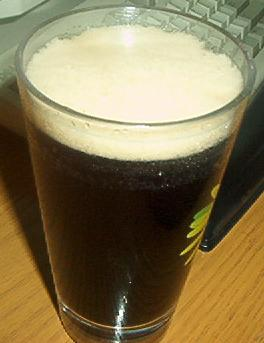
Một cốc root beer có bọt

Root beer là một dạng nước ngọt có ga với nồng độ cồn thấp làm từ rễ (hoặc là vỏ) của cây sassafras là thành phần chính. Root beer phổ biến ở Bắc Mỹ và có từ 2 dạng lên men và nước ngọt có ga.

## Thành phần chính
- Sassafras albidum – Sassafras (rễ) – Safrol. Chất dầu từ rễ câu được cho là chứa chất gây ung thư [1] vì vậy dầu nhân tạo thường được dùng. Tuy nhiên, chiết xuất tự nhiên với việc chưng cất và loại bỏ safrole (chất gây ung thư) đã được thực hiện. [cần dẫn nguồn]
- Smilax regelii – Smilax regelii.
- Smilax glyciphylla – Sweet Sarsaparilla.
- Piper auritum – Root Beer Plant hay Piper auritum.
- Glycyrrhiza glabra – Liquorice (rễ).
- Aralia nudicaulis – Wild Sarsaparilla
- Gaultheria procumbens – Wintergreen (lá và trái) – dầu có thể có độc.
- Betula lenta – Betula lenta (sap/syrup/resin).
- Betula nigra – Betula nigra (sap/syrup/resin).
- Prunus serotina – Prunus serotina.
- Picea rubens – Vân sam đỏ.
- Picea mariana – Picea mariana.
- Picea sitchensis – Picea sitchensis.
- Arctium lappa – Chi Ngưu bảng (rễ).
- Taraxacum officinale – Chi Bồ công anh (rễ).

### Chất tạo bọt
- Quillaja saponaria
- Sắn – Cassava, Manioc hay Yuca (rễ).

### Gia vị
- Pimenta dioica – Pimenta dioica.
- Theobroma cacao – Sô-cô-la.
- Trigonella foenum-graecum – Cỏ ca ri.
- Myroxylon balsamum – Tolu balsam.
- Abies balsamea – Abies balsamea.
- Myristica fragrans – Chi Nhục đậu khấu.
- Cinnamomum verum – Quế (vỏ cây).
- Cinnamomum aromaticum – Cinnamomum cassia (vỏ cây).
- Syzygium aromaticum – Đinh hương (gia vị).
- Foeniculum vulgare – Foeniculum vulgare (hạt).
- Zingiber officinale – Gừng (rễ).
- Illicium verum – Đại hồi.
- Pimpinella anisum – Tiểu hồi cần.
- Humulus lupulus – Hops.
- Mentha species – Chi Bạc hà.